# Takutea
Takutea (soms ook Enua-Iti genoemd, wat Klein Eiland betekent) is een onbewoond eiland dat onderdeel uitmaakt van de archipel van de Cookeilanden. Takutea wordt gerekend tot de groep van de Zuidelijke Cookeilanden en bevindt zich 21 kilometer ten noordwesten van het eiland Atiu. Takutea is het enige eiland van de Cookeilanden dat nooit permanente bewoning heeft gehad.
Het eiland is eigendom van de bewoners van Atiu. Eens per jaar sturen zij een expeditie naar Takutea om er kokosnoten in te slaan.
Volgens de folklore zou het eiland oorspronkelijk Areuna geheten hebben. Na verloop van tijd zou een stamhoofd van Atiu het eiland Takutea genoemd hebben, wat zoiets betekent als Mijn witte vis.

## Geografie
Takutea heeft een oppervlakte van ongeveer 1,22 km². Het eiland is berucht vanwege zijn moeilijke bereikbaarheid. Het is alleen via de noordwestelijke hoek van het eiland mogelijk om aan land te gaan, en dit is niet zonder gevaren.
Takutea is grotendeels begroeid met kokospalmen en doet op dit moment dienst als natuurreservaat. Veel zeevogels zoals sterns, de Roodstaartkeerkringvogel, de Roodpootgent en de Kota, die verworden is tot een onofficieel embleem van de Cookeilanden, gebruiken het eiland als broedplaats. Ook de kokoskrab, die zich voornamelijk voedt met kokosnoten, is een bewoner van het eiland.

## Geschiedenis
Kapitein James Cook bereikte het eiland op 4 april 1777 en zond een aantal bemanningsleden van zijn schip in boten naar het eiland toe om voedsel te verzamelen. Tijdens hun zoektocht naar voedsel troffen de bemanningsleden ook enkele onbewoonde hutten aan.
Vanaf 1888 werd Takutea onderdeel van de Cookeilanden en daarmee een Brits Protectoraat.